# Noordelijke lijn
De Noordelijke lijn is een van de vier treinlijnen die in Thailand door de Thaise Staatsspoorwegen (SRT) worden geëxploiteerd.
De lijn loopt van Bangkok tot aan Chiang Mai. Dit is een traject van net geen 600 km. Het grootste deel van de lijn is enkelspoor. Slechts bij de ca. 20 stations ligt er dubbelspoor. Dit maakt het rijschema des te ingewikkelder. Per dag vertrekken er slechts elf (11) treinen uit Bangkok. Zes (6) hiervan leggen het hele traject af. De andere vijf (5) hebben allen hun beginpunt in Bangkok maar stoppen eerder.

## Reistijd
Volgens het schema doet de snelste trein er exact 12 uur over om van Bangkok in Chiang Mai te komen en de langzaamste doet er 14 uur en 45 minuten over. De gemiddelde snelheid blijft dus onder de 50km/u.